# ГЭС Ибитинга
ГЭС Ибитинга (порт. Barragem Ibitinga) — гидроэлектростанция в муниципалитете Борборема Бразилии с установленной мощностью 32 МВт, расположена на притоке Параны реке Тиете.

## Общие характеристики
Основные сооружения ГЭС включают в себя:
- комбинированную каменно-насыпную и гравитационную плотину общей длиной 600 м;
- открытый водосброс плотины пропускной способностью 2984 м³/сек;
- машинный зал с двумя генераторами по 16 МВт;
- однониточный шлюз с камерой 142×12×3,5 м.

Плотина ГЭС сформировала водохранилище, которое на отметке 577,5 м НУМ имеет площадь 3,3 км2. Допускается сработка водоема до 563 м, полезный объем водохранилища — 0,034 км³.